# Xenoklész (építész)
Xenoklész (Kr. e. 2. század?) görög építész.
Életére vonatkozóan Pauszaniasz Periégétész szolgál néhány adattal: eszerint a rodoszi Lindoszból származott, és az Athén közelében lévő Cephissus folyóra épített egy hidat. További munkáiról nincs tudomásunk.